# Arthur Oswald
Arthur Oswald (* 8. Januar 1872 in Willisau; † 25. November 1938) war ein Schweizer Jurist sowie freisinniger Politiker und von 1910 bis 1919 luzernischer Regierungsrat.

## Leben und Wirken
Arthur Oswald stammte ursprünglich aus dem Thurgau, wo er in Aadorf heimatberechtigt war. Nach Abschluss des Gymnasiums in Solothurn, wo er der Mittelschulverbindung Wengia Solodorensis beitrat und das Cerevis «Rempel» erhielt, studierte er Recht in Berlin, Strassburg, München, Genf und Bern. Anschliessend erlangte er in Heidelberg die Doktorwürde. Er hatte mindestens einen Bruder namens Leo Cäsar, der von 1867 bis 1923 lebte und Instruktionsoffizier der Armee, zuletzt im Range eines Oberstleutnants, war.
Seine berufliche Laufbahn begann er als 27-Jähriger 1899 mit dem Erwerb des Luzernischen Anwaltspatentes. Darauf war er als Fürsprech in Luzern und vor allem als Redaktor des «Eidgenoss» tätig, eines Kampforganes gegen die Regierungspartei.

### Politische Karriere
Arthur Oswald begann seine politische Karriere 32-jährig in der Liberalen Partei, als er 1904 in der Stadt Luzern in den Grossen Rat gewählt wurde. Mit 38 wurde er am 16. Januar 1910 in einer Ersatzwahl als Nachfolger des Demokraten Josef Schmid in den Regierungsrat bestimmt. Da Konservative und Sozialdemokraten Stimmabstinenz übten, wurde Oswald, der als eifriger Kulturkämpfer und (aus konservativer Sicht) «flegelhafter eingefleischter Katholikenfresser» galt, mit 7765 von 7823 gültigen Stimmen gewählt.
In seiner Amtszeit stand er dem Departement des Gemeindewesens vor und war 1914 mit 42 Jahren Schultheiss. 1919 trat er 47-jährig aus dem Regierungsrat aus. Mit seinem Ausscheiden trat er auch im politischen Leben in den Ruhestand.

### Privates
Oswald war verheiratet und hatte eine Tochter und vier Söhne. Einer von ihnen war der spätere Chemiker und Unternehmer Werner Oswald. Arthur Oswald lebte mit seiner Familie auf Dietschiberg, einem Gut, das er nach seinem politischen Rückzug erworben hatte. Dieses Gut stellte er dem Sport zur Verfügung und erwies sich so auch als Sportförderer. Auch begründete er dort Freilichtspiele.

### Tod
Auf dem Dietschiberg erlitt er am 21. November 1938 einen Ohnmachtsanfall, dem drei Tage später ein Schlaganfall folgte, der am 25. November 1938 zum Tod führte.